# Церковь Святого Архангела Михаила (Гюмри)
Церковь Святого Святого Архангела Михаила (Плпан-жам – Сверкающая церковь) — русская православная церковь в городе Гюмри Ширакской области Армении, расположена рядом с Холмом Чести — мемориальным комплексом-захоронением офицеров и солдат Российской Императорской армии, павших в русско-турецких войнах XIX века (1828—1829, 1853—1856 и 1877—1878).
Церковь включена в Список недвижимых памятников истории и культуры Гюмри.

## История
Церковь носит имя Архангела Михаила и построена из местного черного тесаного камня (туфа). Была освящена в 1886 году архиепископом Грузинского экзархата российского Святейшего Синода Погосом.
После установления советской власти в 1920 году церковь была закрыта. В 1980-е годы здесь располагался музей армяно-российской дружбы. Строение было повреждено землетрясением 1988 года, а экспонаты уничтожены. В 1997 году вновь открыта как русская православная церковь имени Святого Архангела Михаила. Церковь представляет собой здание квадратной формы с толстыми, постепенно сужающимися несущими стенами, соединёнными с четырьмя углами снаружи. С южной и северной стороны лестница ведёт к двум входам. С западной стороны есть еще одна дверь.

## Холм Чести
«Холм Чести» был построен в 1856 году по приказу генерала Николая Муравьева, главнокомандующего Кавказским корпусом .
В 2010 году был отреставрирован, а также вновь открыта церковь. Церковь и кладбище образуют целостный комплекс, построенный по проекту архитектора Олега Владимирова из Ульяновска. До реконструкции комплекса на территории церкви стояли дома местных жителей, потерявших своё жильё в результате землетрясения. Также перед стеной был установлен памятник высотой 13 м. (архитектором Ю.О. Минасян), а также мемориальная стена, на которой выгравированы имена 155 погибших солдат и офицеров, с названием «В память о погибших при взятии Карсской крепости» (скульптор: Борис Микеши). Это точная копия памятника, установленного в Карсе в 1910 году в память русских воинов-участников взятия Карской крепости, и разрушенный турками в 1918 году во время вторжения в Закавказье, за исключением Российского флага и турецкого полумесяца.

## Армянская церковь
В районе Холма Чести была армянская церковь, но упоминаний о ней нет. О существовании церкви свидетельствует лишь фотография 1880-х годов, когда на Холме Чести еще не была построена православная церковь.

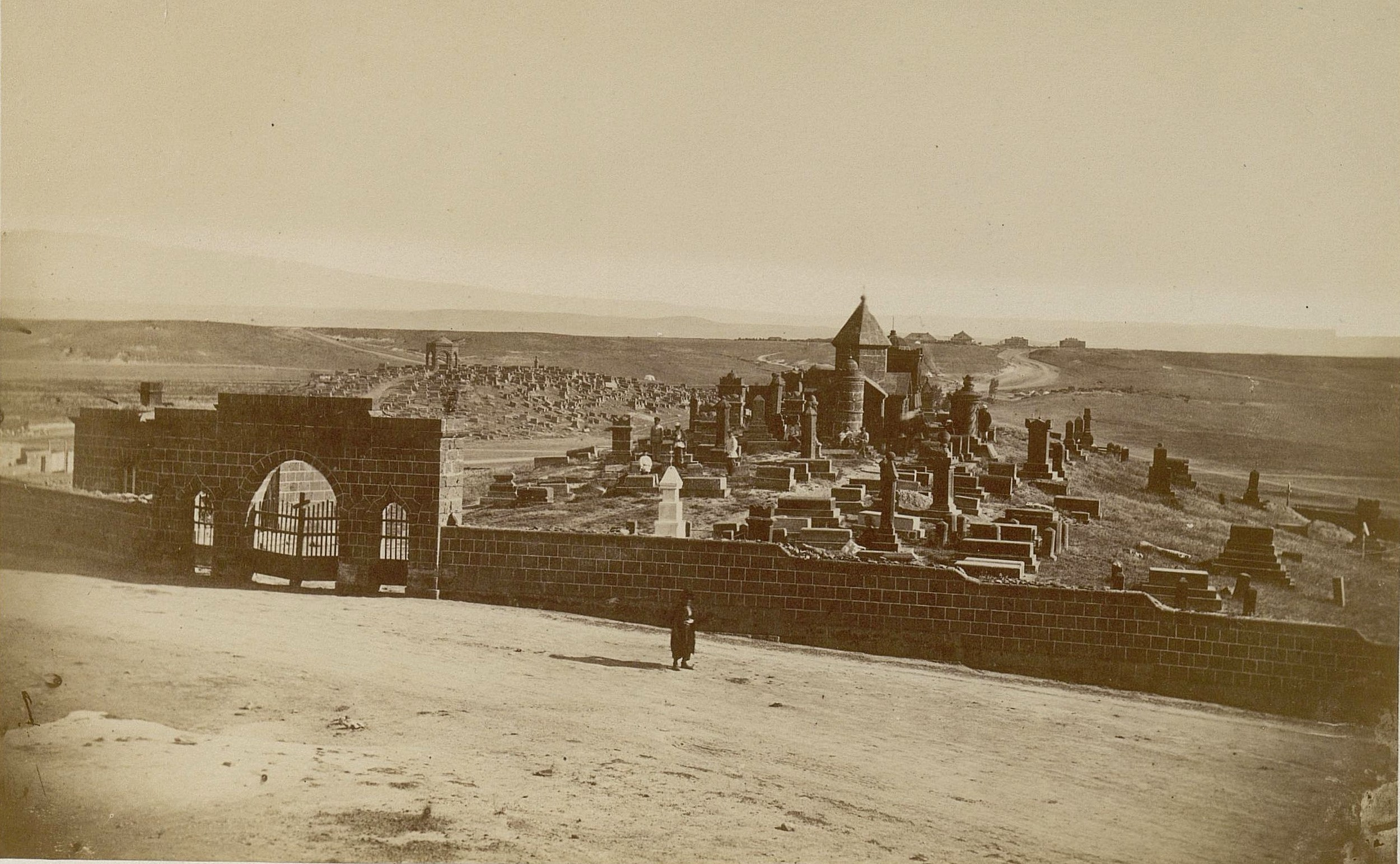
Александрополь. Военное кладбище «Холм Чести». 1870-е годы
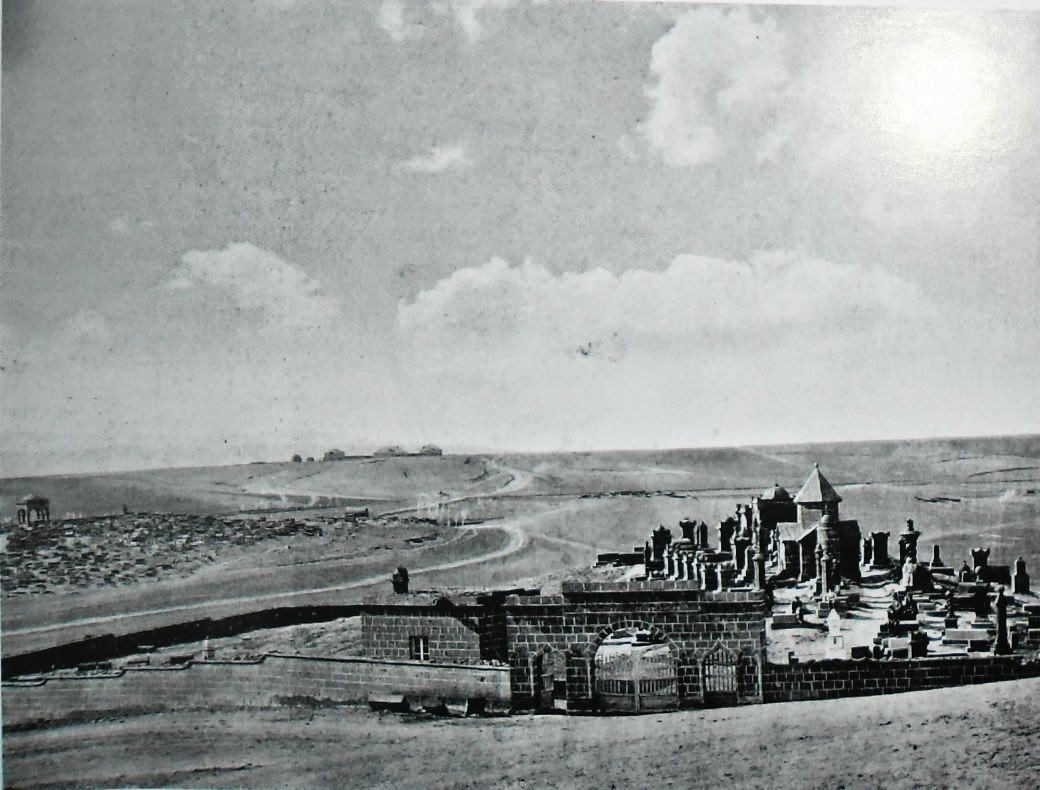
Фотография 1880-го года

## Галерея

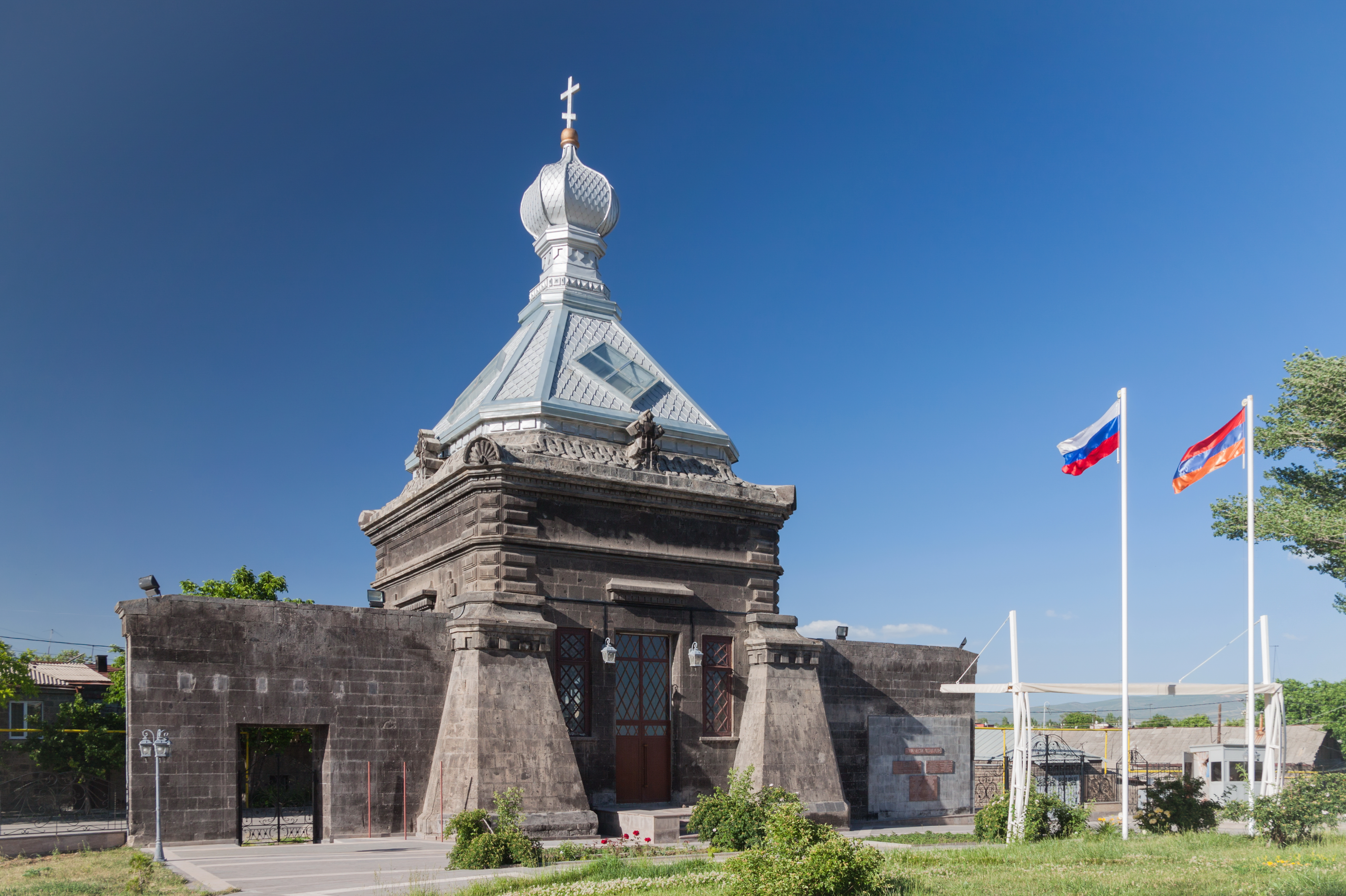
Вид с юга
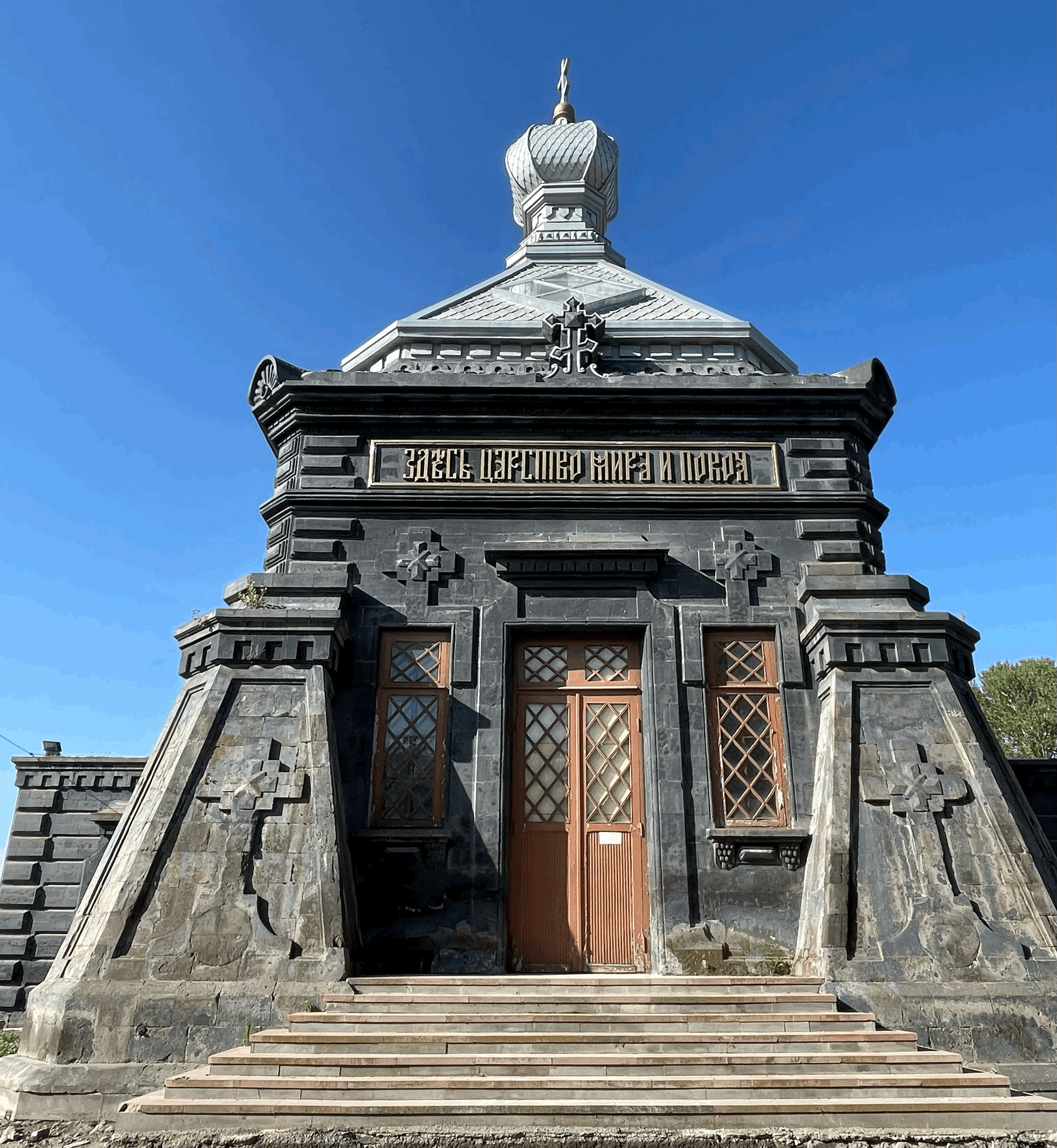
Вид с севера
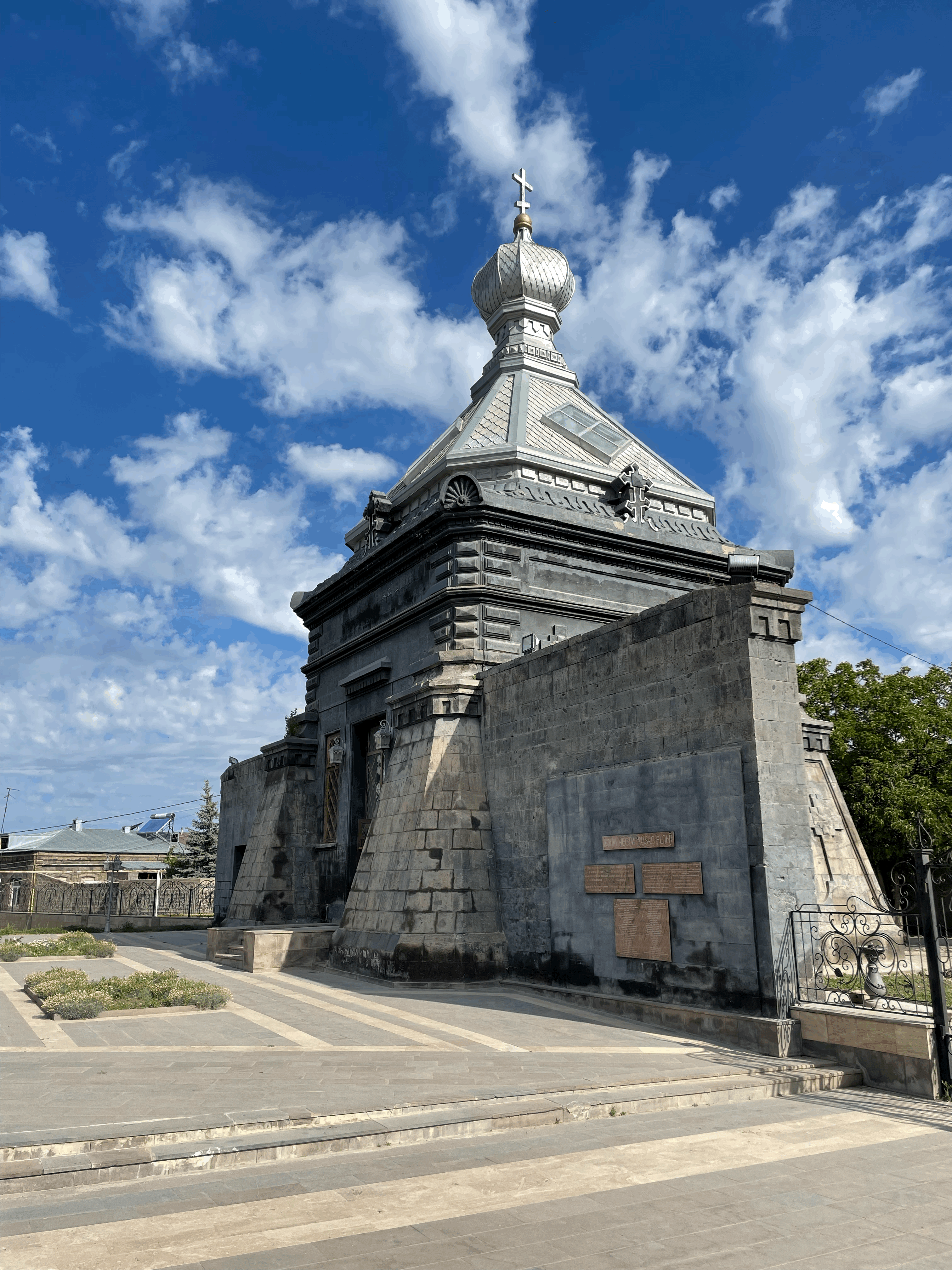
Церковь и мемориальная табличка
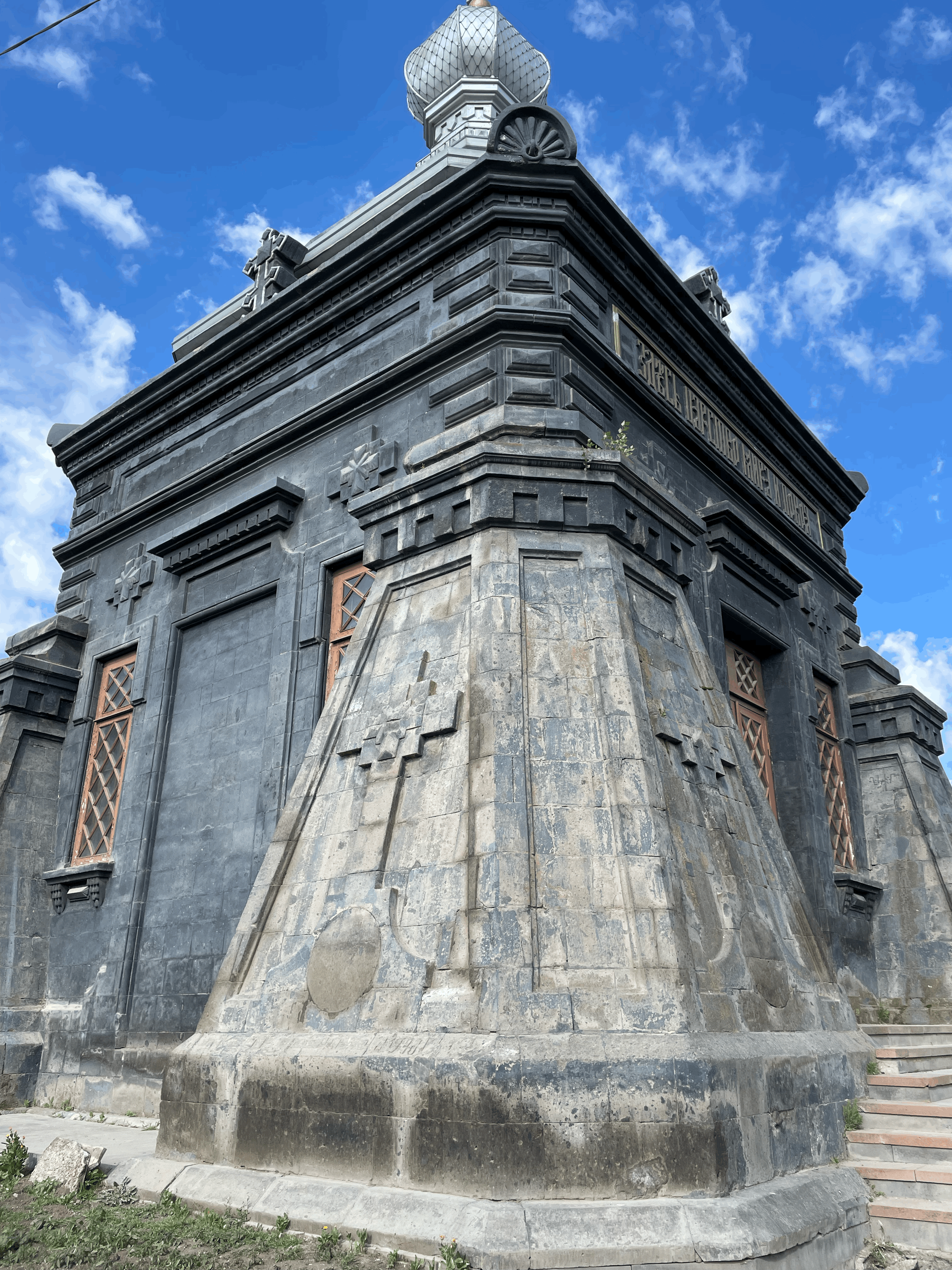
Основание церкви
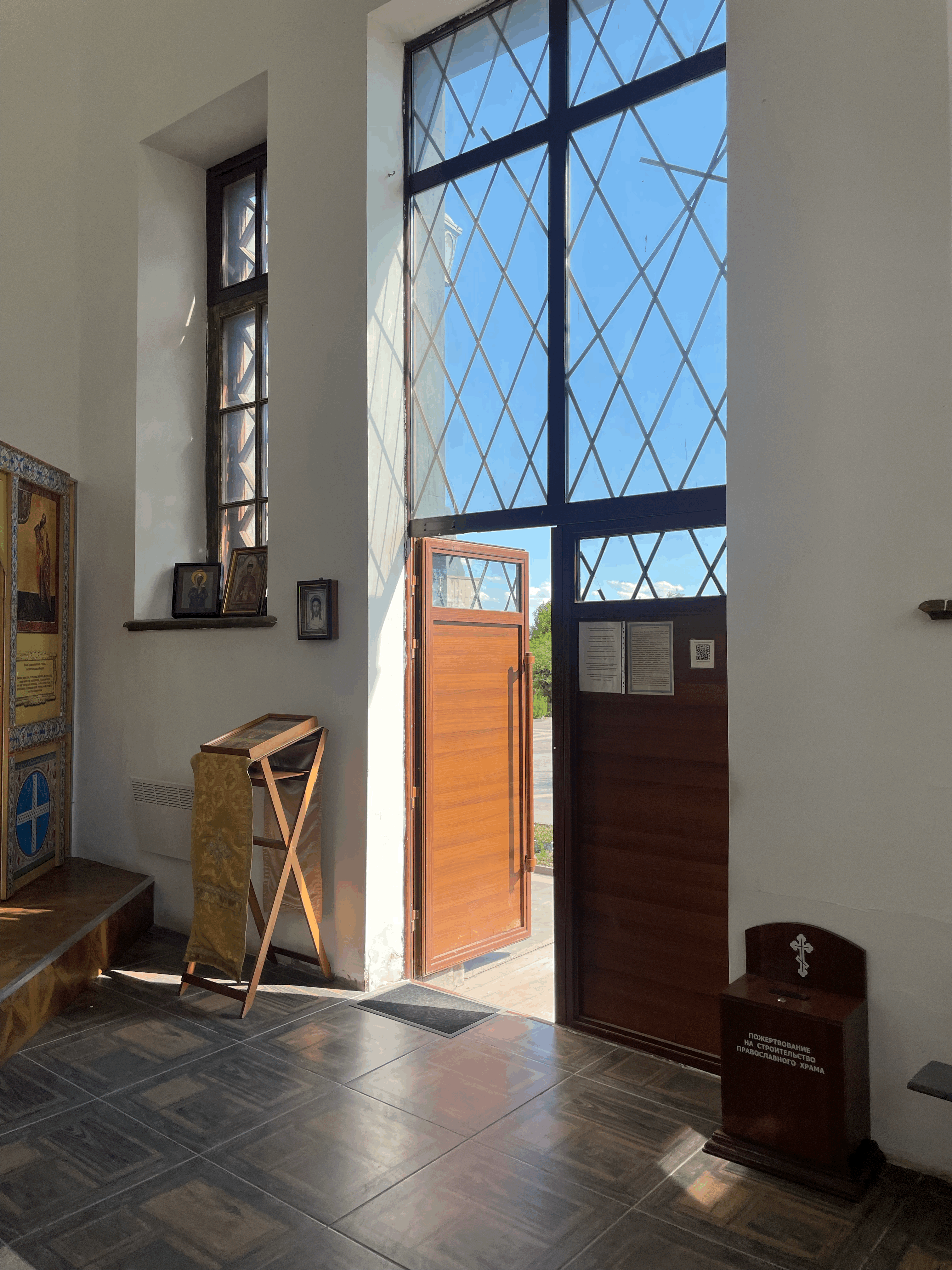
Вход
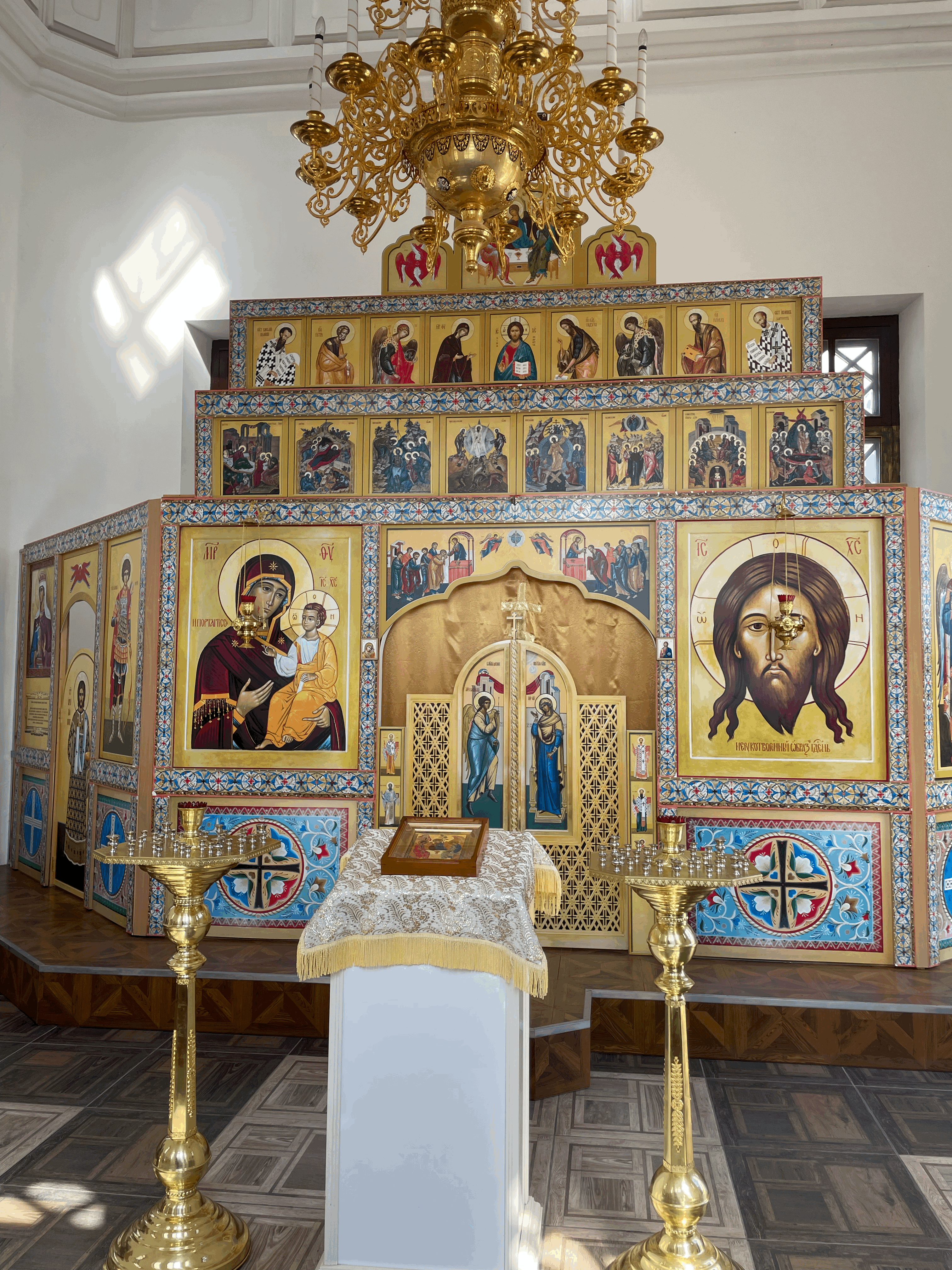
Алтарь
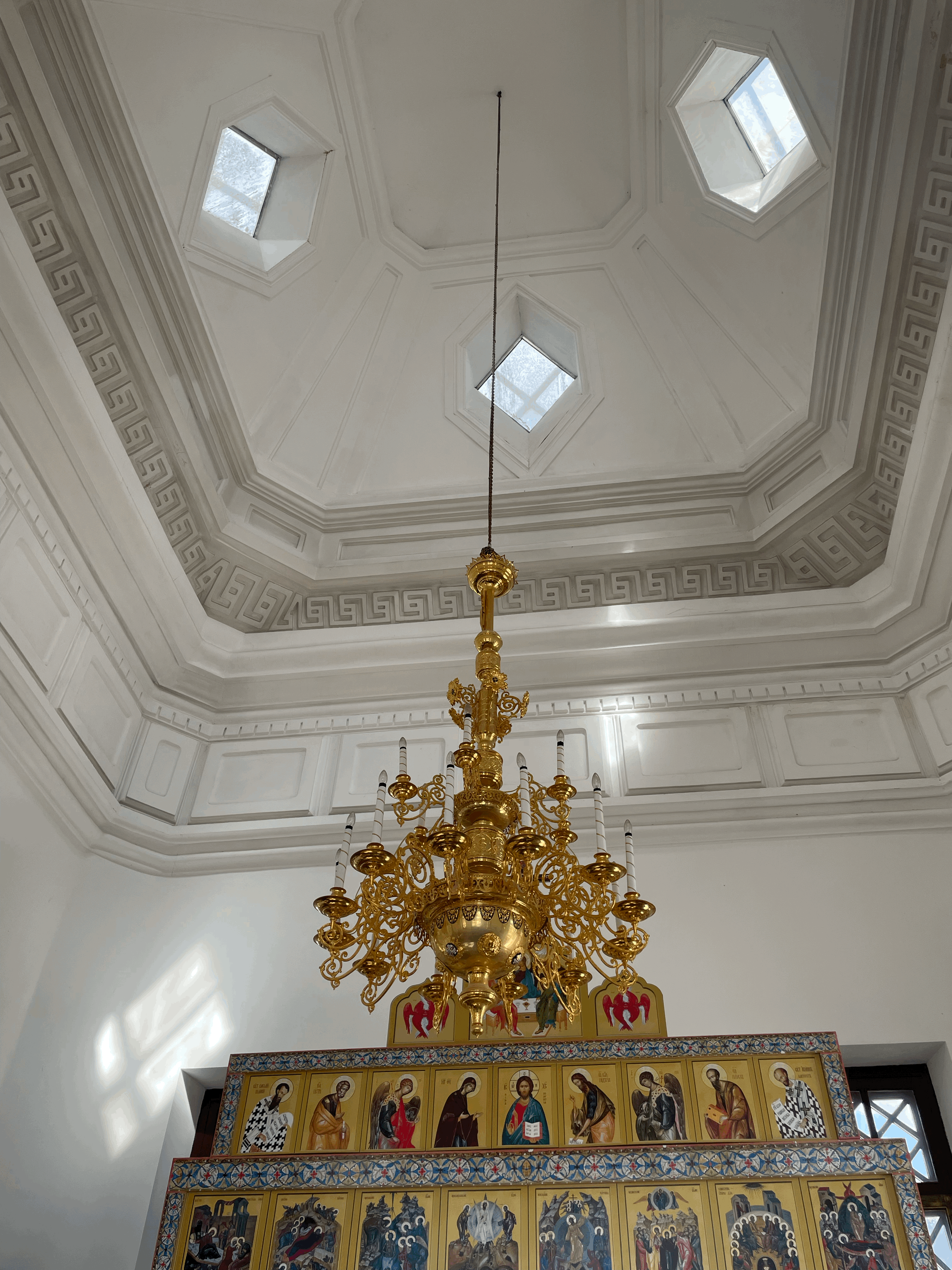
Внутри церкви
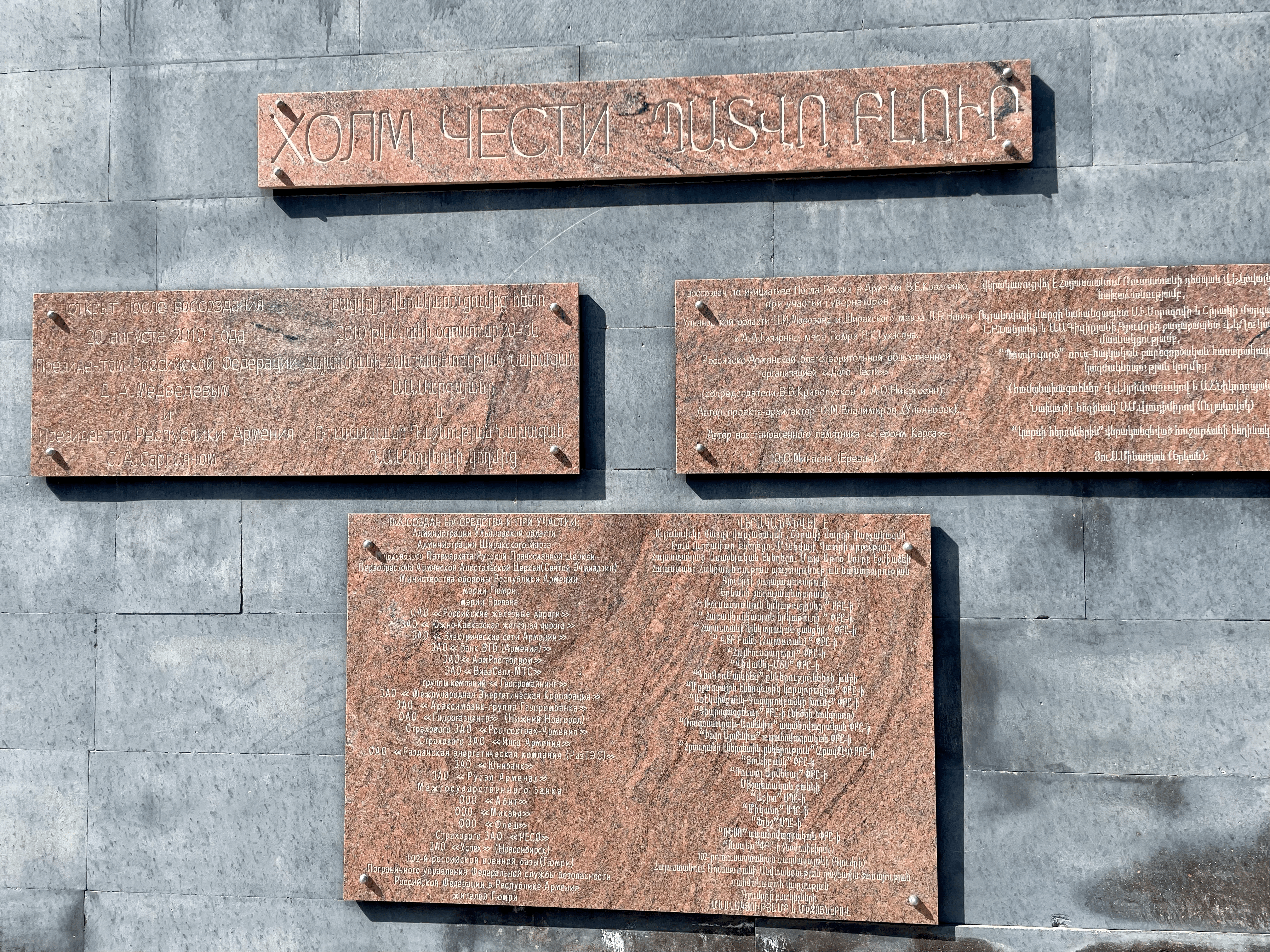
Мемориальная табличка

## Внешние ссылки
- Плановое время:
- Св. Церковь Николая Чудотворца